# Se è martedì deve essere il Belgio
Se è martedì deve essere il Belgio (If It's Tuesday, This Must Be Belgium) è un film del 1969 diretto da Mel Stuart.

## Trama
Un gruppo di turisti americani intraprende un viaggio attraverso l'Europa in un periodo di tempo molto breve: vedranno nove paesi in diciotto giorni. Poiché il tour è piuttosto frenetico e la durata dei soggiorni nei vari paesi molto limitata, il titolo riflette l'incertezza e la confusione dei turisti riguardo a quale luogo stiano visitando in un determinato giorno. Quando la moglie di uno dei componenti del gruppo si perde, come dice il titolo "Se è Martedì deve essere il Belgio" ovvero è là che dobbiamo cercarla. Durante il viaggio, una serie di situazioni comiche e incontri con personaggi stravaganti, riflettono in modo umoristico le esperienze di turismo organizzato. Il film è diventato un classico delle commedie di viaggio degli anni '60. Vittorio de Sica e Mario Carotenuto appaiono nella parte italiana.

## Remake
Nel 1987 è stato girato un remake televisivo circolato in vhs in Italia col titolo Se è martedì allora siamo in Belgio.